# Éverton Ribeiro
Pour les articles homonymes, voir Everton et Ribeiro.
Éverton Ribeiro, de son nom complet Éverton Augusto de Barros Ribeiro ,  né le 10 avril 1989 à Arujá, est un footballeur international brésilien qui évolue actuellement à l'EC Bahia.

## Biographie

### En club
En 2013, avec le Cruzeiro Esporte Clube, il remporte le Championnat du Brésil et obtient la Bola de Ouro, récompensant le meilleur joueur du championnat. Le 19 août 2014, Dunga l'annonce dans la sélection brésilienne pour la première fois.
Le 25 janvier 2015, il rejoint le club d'Al-Ahli Dubaï contre 9 millions d'euros. Il touchera un salaire annuel de 4,5 millions d'euros. Avec ce dernier, il remporte le Championnat des Émirats arabes unis en 2016 et atteint la finale de la Ligue des champions de l'AFC 2015 perdue contre le club chinois de Guangzhou Evergrande.

### En équipe nationale
Ribeiro honora sa première sélection le 6 septembre 2014 lors d'une rencontre amicale contre la Colombie soldée par une victoire 1-0.
Il disputa sa première compétition internationale lors de la Copa América 2015 où les brésiliens sortiront en quarts-de-finale contre le Paraguay. 
En juin 2021, Tite convoque Ribeiro pour la Copa América 2021 qui a lieu au Brésil. Le 17 juin, entré en jeu en seconde période, il marque son premier but avec la Seleção contre le Pérou lors de la phase de groupes de la compétition (4-0).
Le 7 novembre 2022, il est sélectionné par Tite pour participer à la Coupe du monde 2022.

## Palmarès
- Champion du Brésil en 2013 avec le Cruzeiro EC
- Champion du Paraná en 2011 et 2012 avec Coritiba FC
- Championnat des Émirats arabes unis en 2016 avec Al-Ahli
- Vainqueur de la Copa Libertadores en 2019, 2022 avec Flamengo
- Vainqueur du Championnat du Brésil en 2019 et 2020 avec Flamengo
- Vainqueur de la Recopa Sudamericana en 2020 avec Flamengo
- Vainqueur de la Supercoupe du Brésil en 2020 et 2021 avec Flamengo
- Vainqueur du Campeonato Carioca en 2019 et 2020 avec Flamengo
- Finaliste de la Copa América en 2021
- Coupe du Brésil: 2022

### Distinction individuelle
- Bola de Ouro  meilleur joueur du championnat brésilien en 2013